# RTS Racing Team
RTS-Santic Racing Team ws een Taiwanese wielerploeg. Het team bestond sinds 2002 en kwam vanaf 2005 uit in de continentale circuits, voornamelijk in de Aziatische variant, de UCI Asia Tour. 

## Bekende renners
- Hossein Askari
- Jay Crawford
- Paul Griffin
- Ghader Mizbani
- Fraser Young

## Seizoen 2014

### Transfers
| Inkomend | Team 2013 | Uitgaand   | Team 2014                 |
| -------- | --------- | ---------- | ------------------------- |
|          |           | Yong Li Ng | Start-Trigon Cycling Team |

## Seizoen 2013

### Overwinningen in de UCI Asia Tour
| Datum          | Wedstrijd                       | Cat. | Winnaar             |
| -------------- | ------------------------------- | ---- | ------------------- |
| 21 juni        | Oezbeeks kampioenschap (ITT)    | CN   | Muradjan Halmuratov |
| 23 juni        | Oezbeeks kampioenschap          | CN   | Muradjan Halmuratov |
| 5 november     | 4e etappe Ronde van Ijen        | 2.2  | Rahim Ememi         |
| 16 november    | 1e etappe Ronde van Fuzhou      | 2.2  | Boris Sjpilevski    |
| 17 november    | 2e etappe Ronde van Fuzhou      | 2.2  | Rahim Ememi         |
| 16-18 november | Eindklassement Ronde van Fuzhou | 2.2  | Rahim Ememi         |

### Renners
| Naam                                     | Geboortedatum    | Nationaliteit | Ploeg 2012                 |
| ---------------------------------------- | ---------------- | ------------- | -------------------------- |
| Wei Kei Chang                            | 14 oktober 1985  | Taiwan        |                            |
| Alex Destribois                          | 3 februari 1991  | Frankrijk     | Neo                        |
| Rahim Ememi (vanaf 4 juli)               | 17 mei 1982      | Iran          | Geen                       |
| Vahid Ghaffari (vanaf 4 juli)            | 7 oktober 1988   | Iran          | Azad University Cross Team |
| Tae Min Gong (tot 27 juni)               | 9 februari 1989  | Zuid-Korea    |                            |
| Kuei Hsiang Peng (tot 27 juni)           | 31 december 1983 | Taiwan        | Geen                       |
| Wang Chung Huang                         | 2 september 1990 | Taiwan        |                            |
| Jang Sun-jae                             | 14 december 1984 | Zuid-Korea    |                            |
| Siang Yu Jhong                           | 13 april 1990    | Taiwan        | Neo                        |
| Ramin Mehrabani (vanaf 1 augustus)       | 18 februari 1986 | Iran          | Geen                       |
| Yong Li Ng (tot 27 juni)                 | 6 oktober 1985   | Maleisië      | Azad University Cross Team |
| Miguel Angel Nino Corredor (tot 27 juni) | 25 januari 1971  | Colombia      | Azad University Cross Team |
| Tae-hee Oh (tot 27 juni)                 | 18 augustus 1993 | Zuid-Korea    | Neo                        |
| Yuan Chan Peng                           | 3 oktober 1991   | Taiwan        | Neo                        |
| Óscar Pujol (tot 30 maart)               | 16 oktober 1983  | Spanje        | Azad University Cross Team |
| Boris Sjpilevski (vanaf 23 september)    | 20 augustus 1982 | Rusland       | AG2R La Mondiale           |
| Shin Don-gin (tot 1 augustus)            | 21 juni 1994     | Zuid-Korea    | Neo                        |
| Peng Yuan Tan                            | 10 mei 1993      | Taiwan        | Neo                        |
| Ping Han Wu                              | 11 juli 1987     | Taiwan        | Neo                        |
| Muradjan Halmuratov (vanaf 1 juni)       | 11 juni 1982     | Oezbekistan   | Uzbekistan Suren Team      |
| Chia Hong Yang                           | 6 april 1984     | Taiwan        |                            |
| Amir Zargari (vanaf 4 juli)              | 31 juli 1980     | Iran          | AG2R La Mondiale           |
| Hon Gye Zheng                            | 6 mei 1984       | Hongkong      |                            |
| Yu Xuan Zheng                            | 17 november 1993 | Taiwan        |                            |